# 高大宜四重奏團
高大宜弦樂四重奏團（英語：Kodály Quartet）是1966年創設於匈牙利布達佩斯的一支室內樂團體，舊名塞貝斯蒂安四重奏團（Sebestyén Quartet）。1969年在當局文化部的許可下變更為現名，藉以紀念作曲家高大宜。
高大宜四重奏團的重要錄音有海顿、贝多芬、舒伯特等人的全本弦樂四重奏作品，皆由拿索斯唱片錄製發行。

## 成員
- 第一小提琴：Attila Falvay
- 第二小提琴：Ferenc Bangó
- 中提琴：Zoltán Tuska
- 大提琴：György Éder

## 獲獎與榮譽
- 费伦茨·李斯特奖 (1970)
- 匈牙利共和国功勋艺术家 (1990)
- Bartók-Pasztory 奖 (1996)
- Classic CD 杂志最佳室内乐发行奖（1993 年）

## 外部連結
- 官方网站
- 高大宜四重奏團的Discogs页面（英文）